# Acanthocladus guayaquilensis
Acanthocladus guayaquilensis är en jungfrulinsväxtart som beskrevs av Eriksen och Stahl. Acanthocladus guayaquilensis ingår i släktet Acanthocladus och familjen jungfrulinsväxter. Inga underarter finns listade i Catalogue of Life.